# ストレンジャー・イン・モスクワ
「ストレンジャー・イン・モスクワ」（Stranger in Moscow）は、マイケル・ジャクソンが1996年11月（母国アメリカでは1997年8月）に発表したシングル。1995年のアルバム『ヒストリー パスト、プレズント・アンド・フューチャー ブック1』からの第6弾シングル・カットである。

## 概要
本作は1992年から1993年にかけて行われた「デンジャラス・ワールド・ツアー」の途中で、モスクワに滞在していた1993年9月に作られた曲である。「スリラー」や「ロック・ウィズ・ユー」などを作詞・作曲したロッド・テンパートンは、これをマイケルの作った最も良い歌と評している。
この曲は主にヨーロッパで成功を収め、イタリア・スペインなどで1位を獲得した。イギリスでは4位を獲得し、当地での連続トップ5ヒットを維持し、さらにイギリスのダンス・チャートでは5週に渡って1位を獲得した。スイスでは5位、デンマークでは9位、ニュージーランドは6位、オーストラリアで14位を記録した。
本作のショートフィルムは、終始モノクロームフィルムを使用した点に大きな特徴がある。また、一見普通のスローモーションに見えるが、実は一つの映像のなかで物体や人物などが別々のテンポで動いているという、当時最新鋭のデジタル合成技術を使用している。監督はニック・ブラント（または、ニコラス・ブラント）である。
この曲は『エッセンシャル・マイケル・ジャクソン3.0』にも収録された。

## チャート
| チャート (1996–1997年)                                     | 最高位 |
| ---------------------------------------------------------- | ------ |
| オーストラリア (ARIA)                                      | 14     |
| オーストリア (Ö3 Austria Top 40)                           | 7      |
| ベルギー (Ultratop 50 Flanders)                            | 25     |
| ベルギー (Ultratop 50 Wallonia)                            | 21     |
| チェコ (IFPI CR)                                           | 1      |
| デンマーク (IFPI)                                          | 8      |
| ヨーロッパ (Eurochart Hot 100)                             | 6      |
| フィンランド (Suomen virallinen lista)                     | 14     |
| フランス (SNEP)                                            | 18     |
| ドイツ (GfK Entertainment charts)                          | 21     |
| ハンガリー (マハーズ)                                      | 6      |
| アイスランド (Íslenski Listinn Topp 40)                    | 24     |
| アイルランド (IRMA)                                        | 13     |
| イタリア (Musica e dischi)                                 | 1      |
| オランダ (Dutch Top 40)                                    | 9      |
| オランダ (Single Top 100)                                  | 6      |
| ニュージーランド (Recorded Music NZ)                       | 6      |
| スコットランド (Official Charts Company)                   | 7      |
| スペイン (AFYVE)                                           | 1      |
| スウェーデン (Sverigetopplistan)                           | 21     |
| スイス (Schweizer Hitparade)                               | 5      |
| 台湾 (IFPI)                                                | 5      |
| UK シングルス (OCC)                                        | 4      |
| イギリス / ポップ・ティップ・クラブ・チャート (Music Week) | 1      |
| US Billboard Hot 100                                       | 91     |
| US Hot R&B/Hip-Hop Songs (Billboard)                       | 50     |

| チャート (1996年)         | 順位 |
| ------------------------- | ---- |
| オランダ (Dutch Top 40)   | 91   |
| オランダ (Single Top 100) | 87   |
| イギリス (OCC)            | 90   |